# Idioma kwegu
El kwegu (también llamado bacha, koegu, kwegi, menja o nidi) es una lengua nilo-sahariana del grupo súrmico, hablada en el sureste de Etiopía, sobre la orilla occidental del río Omo.